# Ladislas Gara
Pour les articles homonymes, voir Gara.
 (mars 2025).
La mise en forme du texte ne suit pas les recommandations de Wikipédia : il faut le « wikifier ».
Les points d'amélioration suivants sont les cas les plus fréquents. Le détail des points à revoir est peut-être précisé sur la page de discussion.
- Les titres sont pré-formatés par le logiciel. Ils ne sont ni en capitales, ni en gras.
- Le texte ne doit pas être écrit en capitales (les noms de famille non plus), ni en gras, ni en italique, ni en « petit »…
- Le gras n'est utilisé que pour surligner le titre de l'article dans l'introduction, une seule fois.
- L'italique est rarement utilisé : mots en langue étrangère, titres d'œuvres, noms de bateaux, etc.
- Les citations ne sont pas en italique mais en corps de texte normal. Elles sont entourées par des guillemets français : « et ».
- Les listes à puces sont à éviter, des paragraphes rédigés étant largement préférés. Les tableaux sont à réserver à la présentation de données structurées (résultats, etc.).
- Les appels de note de bas de page (petits chiffres en exposant, introduits par l'outil «  Source ») sont à placer entre la fin de phrase et le point final[comme ça].
- Les liens internes (vers d'autres articles de Wikipédia) sont à choisir avec parcimonie. Créez des liens vers des articles approfondissant le sujet. Les termes génériques sans rapport avec le sujet sont à éviter, ainsi que les répétitions de liens vers un même terme.
- Les liens externes sont à placer uniquement dans une section « Liens externes », à la fin de l'article. Ces liens sont à choisir avec parcimonie suivant les règles définies. Si un lien sert de source à l'article, son insertion dans le texte est à faire par les notes de bas de page.
- La présentation des références doit suivre les conventions bibliographiques. Il est recommandé d'utiliser les modèles {{Ouvrage}}, {{Chapitre}}, {{Article}}, {{Lien web}} et/ou {{Bibliographie}}. Le mode d'édition visuel peut mettre en forme automatiquement les références.
- Insérer une infobox (cadre d'informations à droite) n'est pas obligatoire pour parachever la mise en page.

Pour une aide détaillée, merci de consulter Aide:Wikification.
Si vous pensez que ces points ont été résolus, vous pouvez retirer ce bandeau et améliorer la mise en forme d'un autre article.
 (mars 2025).
Si vous disposez d'ouvrages ou d'articles de référence ou si vous connaissez des sites web de qualité traitant du thème abordé ici, merci de compléter l'article en donnant les références utiles à sa vérifiabilité et en les liant à la section « Notes et références ».
 (février 2025).
Ladislas Gara, né László Goldmann le 18 juillet 1904 à Budapest et mort le 10 mai 1966 à Paris, est un journaliste, traducteur, écrivain hongrois du XXe siècle.

## Biographie
Famille
László Goldmann est né à Budapest le 18 juillet 1904, dans une famille commerçante aisée. Son père était Ábrahám Áron Goldmann, grossiste en fleurs, et sa mère Cecil Szidónia Kohn. La famille vivait dans un appartement du quatrième étage au 4, place Fővám, face aux halles.

## Etudes
Entre 1914 et 1922, il étudie au lycée réformé de la rue Lónyay à Budapest. Outre le latin, il maitrise également à un haut niveau le français et l’allemand. À partir de 1918, László Cs. Szabó, qui deviendra plus tard écrivain, essayiste et critique, arrive dans la classe au-dessous de la sienne ; ensemble, ils fréquentent la section littéraire de la société d’émulation János Arany. Il était bon pianiste, qu’il s’intéressait à l’histoire de la musique et qu’il écrivait des vers et des critiques. Il obtient son baccalauréat en juin 1922 puis tente, sans succès, de s’inscrire à l’université. Il magyarise son nom de famille en Gara. Il crée dans différentes branches artistiques, écrivant des vers et des nouvelles, et apprenant la mise en scène au Théâtre de la Cité (Belvárosi Színház) auprès du metteur en scène et dramaturge Artúr Bárdos. Les poèmes qu’il publie dans une anthologie commune en 1923 avec trois amis – Anna Fazekas, Ödön Forgács et György Gerő – donnent un aperçu de ses essais en littérature.

## Carrière littéraire
Il tourne ensuite son attention vers le journalisme. En 1924, à vingt ans, il se rend aux Jeux Olympiques à Paris en tant que correspondant sportif pour un journal hongrois, et s’installe ensuite définitivement à l’étranger. Grace à sa connaissance du français, acquise à l’école secondaire, il communique bien. Il s’inscrit à la Sorbonne et complète le cursus de l’institut de formation des professeurs de français ; il y rencontre notamment Tibor Déry et Gyula Illyés. Il devient membre de l’association des étudiants hongrois, avec laquelle, en compagnie d’Imre Cserépfalvi, d’Ignác Morgenstern, de Géza Szeres et d’autres, il entreprend de donner deux fois par semaine, gratuitement, des cours de langue aux ouvriers hongrois travaillant à Paris. Il devient le secrétaire exécutif de l’association.
A la Sorbonne, il rencontre Tauba Nechuma (Nathalie) Rabinowicz (Varsovie, 1905 – Paris, 1984), qu’il épousera plus tard. Après avoir terminé leurs études de français et de philologie, tous deux travaillent dans le journalisme et la traduction d’œuvres littéraires. Durant la deuxième moitié des années vingt et les années trente, Gara est le correspondant parisien des journaux Az Est, Esti Kurir et Magyarország. À partir de 1928, il devient avec André Adorján (1883-1966) rédacteur pour les hebdomadaires parisiens VU et LU, fondés par Lucien Vogel, mais il envoie également des chroniques aux journaux hongrois tels que Pesti Napló et Színházi Élet. Il collabore à la revue radicale Magyar Írás, publiée à Budapest de 1921 à 1927 sous la direction du poète et écrivain Tivadar Raith.
Il traduit en français la poésie et la prose contemporaine hongroise : paraissent d’abord, en 1927, une anthologie de nouvelles (Anthologie des conteurs hongrois d’aujourd'hui) et un recueil de poèmes (Anthologie de la Poésie hongroise contemporaine). Les anthologies sont éditées par László Gara, Béla Pogány et Marcel Largeaud, mais d’autres contribuent à la traduction, tels que Viktor Hincz et Gyula Illyés. L’objectif principal du recueil de poèmes est de faire connaitre à l’étranger les poètes des revues Nyugat, Ma et Magyar Írás, mais on y trouve également des poèmes de László Mécs et d’István Tamás, établi à Subotica. Les deux anthologies sont suivies de traductions des romans Szibériai garnizon (Garnisons Sibériennes, 1930), de Rodion Markovits, Az Isten háta mögött (Derrière le dos de Dieu, 1930), de Zsigmond Móricz, Utazás Capilláriába (Voyage à Capillarie, 1931), de Frigyes Karinthy, et Zendülők (Les Révoltés, 1931), de Sándor Márai. Ces traductions de romans sont réalisées en collaboration avec Jean Jardin et Marcel Largeaud.
Gara a également beaucoup travaillé pour la reconnaissance en Hongrie des œuvres françaises, bien qu’il se soit principalement occupé de la traduction en français d’œuvres hongroises. Au printemps 1937 parait la traduction du conte de Jenő Heltai, Kalocsai (Celui qui reçoit les gifles) ainsi que, en coopération avec Marie Piermont, celle du roman d’Aladár Kuncz, Fekete kolostor (Le monastère noir). Les éditions Gallimard ont publié le roman en 2000 exemplaires, avec quelques abréviations et une préface de l’académicien Jacques de Lacretelle. Une bonne partie de ces exemplaires a disparu au cours d’un bombardement au début de la Seconde Guerre mondiale.
Outre la littérature, il traduit également des ouvrages scientifiques: Vadász- és gyűjtőúton Kelet-Afrikában (Chasse et capture du gros gibier dans l’Est africain) du spécialiste de l’Afrique Kálmán Kittenberger, Németország háborús esélyei a német szakirodalom tükrében (La vérité sur l’armée allemande) d’Iván Lajos, professeur de l’université de Pécs, et les livres du diplomate britannique Nevile Henderson portant sur l’Allemagne hitlérienne des années 1937 à 1939. Avec le dramaturge André Lang (1893-1986), directeur littéraire des Éditions de France et époux de Sári Megyeri, le journaliste traduit également plusieurs livres des sœurs Megyeri, les autrices populaires les plus lues de l’époque. L’année même de sa parution en hongrois, ils traduisent par exemple en hongrois le guide de voyage d’Ella Megyeri intitulé Budapesti notesz (A la découverte de Budapest).

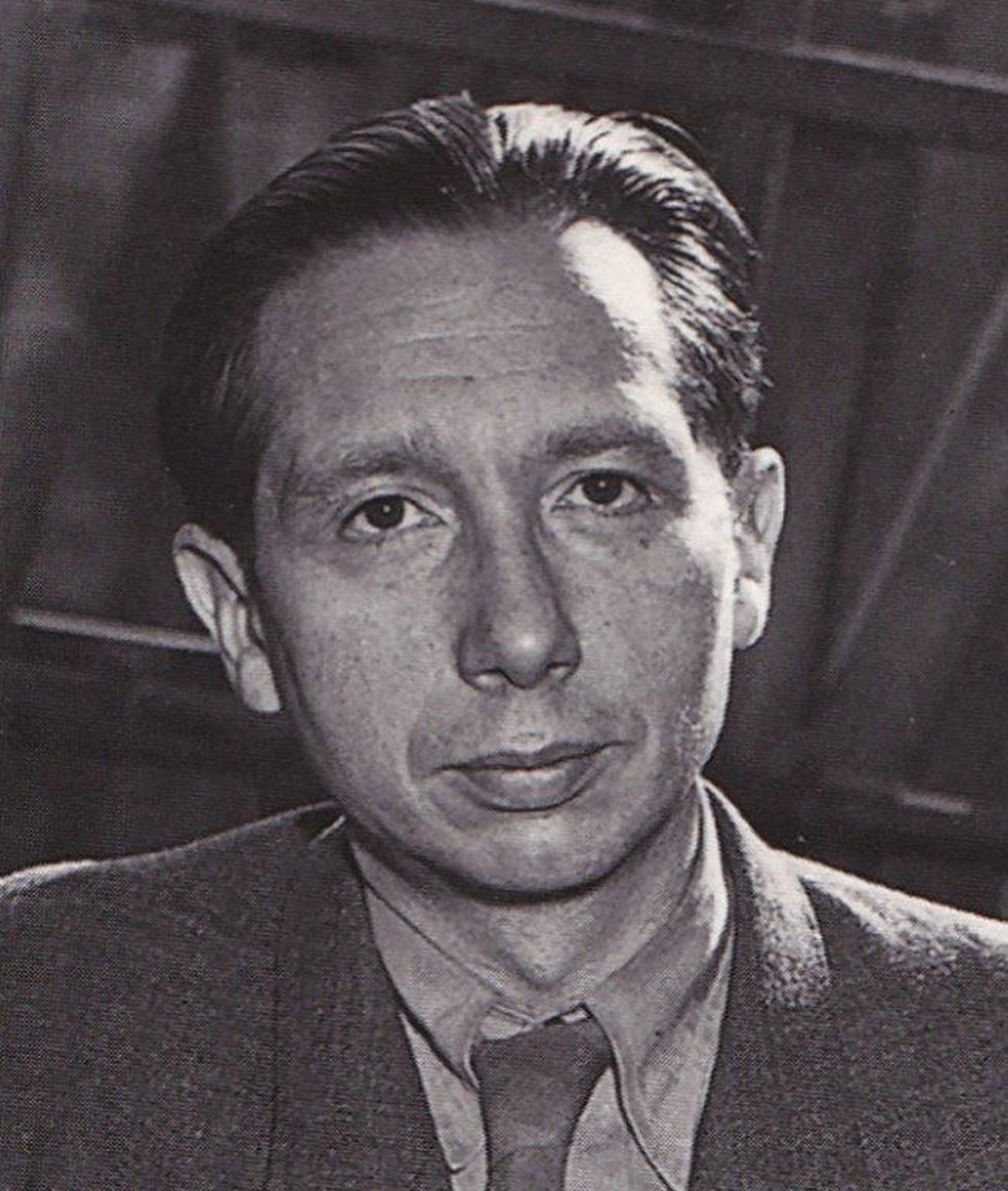
Ladislas Gara vers 1940.

En mai 1940, il quitte Paris avec sa femme et leur fille, Claire, et cherchent refuge dans la zone dite libre : en Provence, puis à partir de 1942 dans la commune de Lamastre en Ardèche, au sud de Lyon. Durant la guerre, il prend une part active à la Résistance : à partir de février 1943, il organise la propagande de la Résistance en Ardèche. Il prend part à la campagne de la vallée du Rhône, ainsi qu’à des combats comme ceux de Saint-Etienne et de Privas ; il est déjà adjudant à la libération de Lyon. Il sert ensuite sur le front des Alpes avec le premier bataillon d’Ardèche. À partir de 1943, il publie avec des journalistes hongrois de gauche vivant à Paris – Imre Gyomai, Endre Bajomi Lázár, François Fejtő – un hebdomadaire intitulé Magyar Szemle (Revue hongroise).
La grande « aventure » de cette période est, pour le couple, la rédaction à quatre mains d’un roman, interrompue par le service de Gara au front. Le roman Saint-Boniface et ses Juifs nait de l’observation du monde qui les entoure, avec en son centre le conflit entre Juifs réfugiés, paysans indifférents et notables locaux. Les descriptions satiriques et souvent cruelles n’épargnent personne. Deux mondes se rencontrent : celui des habitants et celui des citadins réfugiés, des intellectuels et des artistes. La guerre fait s’enchevêtrer ces deux mondes en scènes tragiques, péripéties comiques, mauvaise foi, mensonges et fanatisme. L’héroïsme est entremêlé de lâcheté, de courage et de bassesse. Tout le monde se bat, avec prudence, ruse, ingéniosité et cupidité. Le roman est un document d’importance à la fois historique et sociologique : il montre d’une part l’influence de la littérature ethnographique de village et notamment celle de Zoltán Szabó, et est d’autre part l’une des premières œuvres à décrire et traiter des horreurs de la Seconde Guerre mondiale.
Les Gara ne travaillent pas uniquement à leur roman durant la guerre, mais continuent également à traduire. Avec le poète, écrivain et traducteur belge Victor Moremans (1890-1973), ils préparent la traduction française du roman de László Dormándi, Két jelentéktelen ember (Deux hommes sans importance). Celle-ci parait après la guerre, en 1945, aux éditions Maréchal à Bruxelles.
Après la libération du sud de la France et de Lyon, la famille rentre à Paris. À partir de 1947, Gara travaille en tant que journaliste pour Magyar Távirati Iroda, l’Agence de presse hongroise, mais continue à traduire. Sa femme Nathalie entre à la Chambre de Commerce internationale, et y travaille jusqu’à sa retraite. En 1952, il est appelé de Paris à Budapest. C’est avec plaisir et sans méfiance qu’il rentre chez lui, prévoyant de prendre quelques semaines de vacances avant de retrouver sa famille restée à Paris. Cependant son passeport lui est retiré à son arrivée en Hongrie, et il se voit obligé de travailler durant trois ans pour le service des émissions destinées à l’étranger, où son travail consiste à traduire en français les rapports et matériel de propagande à destination de l’étranger. Sur proposition du directeur général de l’Agence de presse hongroise, il est autorisé à retourner à Paris au printemps 1955 en tant que correspondant parisien de l’agence et, en parallèle de son travail, il commence à travailler à la traduction en français de poètes hongrois. C’est à partir de ce moment qu’il met véritablement en pratique ce que les Français appellent « la garaisation », une méthode de traduction inconnue en Hongrie et dont le principe est que seul un poète peut traduire un poète, en veillant au respect de la forme. Le recueil Hommage des poètes français à Attila József, paru en 1955, et l’adaptation des poèmes de Gyula Illyés, parus sous le titre Poèmes chez Seghers en 1956, sont les deux premiers fruits de ces efforts. Pour le recueil sur Attila József, Gara demande et obtient une préface de Tristan Tzara.
Il traduit lui-même le recueil des Poèmes d’Illyés, publié chez Seghers dans la collection Autour du monde à la grande satisfaction de Seghers qui écrit que presque rien n’y était à modifier. Pour d’autres poètes et auteurs, il n’est pas uniquement l’initiateur de la plupart des premiers jets, mais en finalise également la traduction. Plus tard, il travaille avec davantage d’aide.
En août 1956, avant son départ en vacances à Aix-les-Bains, il est démis de son statut de correspondant français de l’Agence de presse hongroise et le poste de directeur de l’Institut Hongrois de Paris lui est proposé, qu’il rejette immédiatement bien qu’il reste en tant que conseiller littéraire. Il est alors à nouveau appelé à Budapest, mais il ne retournera plus en Hongrie. Durant la révolution, il est avec François Fejtő l’une des voix de la rébellion hongroise dans la presse française. Au début de novembre 1956, il fait paraitre à Paris la traduction française du dernier numéro de l’Irodalmi Ujság paru avant son interdiction (La Gazette Littéraire, Éditions Pierre Horay), avec en première page les poèmes de Sándor Petőfi Ismét magyar lett a magyar (Le Hongrois est devenu Hongrois de nouveau) et de Gyula Illyés Egy mondat a zsarnokságról (Une phrase sur la tyrannie). Le 5 novembre, il démissionne de son poste de conseiller auprès de l’Institut hongrois.
L’anthologie Hommage des poètes français aux poètes hongrois, publiée chez Seghers en février 1957, contient des poèmes et des textes de prose écrits en novembre et décembre 1956 par vingt-quatre poètes français inspirés par la révolution hongroise et sa répression, et illustrés de deux dessins de Cocteau. Gara a sollicité la participation des poètes français avec lesquels il avait travaillé au cours de l’année précédente à la traduction de l’anthologie Attila József. Il ne leur a pas demandé de poèmes ou textes politiques, mais un témoignage de solidarité humaine.
L'Anthologie de la poésie hongroise du XIIe siècle à nos jours est sa grande œuvre (Seuil, 1962). Cette anthologie de 500 pages, organisée chronologiquement, est divisée en quatre parties. La première partie, dans laquelle figurent quatre-vingt-dix poèmes de trente-trois poètes, va des poètes anonymes du XIIe siècle à environ 1800. La deuxième partie comprend soixante-huit œuvres de vingt-deux poètes, du romantisme à la deuxième moitié du XIXe siècle. La troisième partie, avec cent quatre-vingt-dix-sept poèmes de cinquante-deux poètes des trois générations de Nyugat, brosse un portrait de la première moitié du XXe siècle. Dans la quatrième et dernière partie apparaissent quarante-sept poèmes de vingt-cinq auteurs contemporains. Cette collection comprend donc en tout quatre cent-deux poèmes de cent trente-deux poètes. Les quarante-huit poètes français (Jean Rousselot, Guillevic, Béalu, Georges-Emmanuel Clancier, André Frénaud, Pierre Emmanuel, Paul Éluard, etc.) ont travaillé à partir des traductions littérales préparées par les traducteurs hongrois – principalement Endre Karátson et Gyula Sipos – que leur a données Gara.
D’autres traductions littéraires de Gara paraissent au cours des années suivantes avec les romans de László Németh, Iszony (Une Possédée, Gallimard, 1964), de Géza Ottlik, Iskola a határon (Une école à la frontière, Seuil, 1964) et de Tibor Déry G.A. úr X-ben (Monsieur G.A. à X, Seuil, 1965). À partir d’un premier jet de traduction et du texte annoté en prose, Jean Rousselot prépare la première adaptation poétique en français de La Tragédie de l’Homme, d’Imre Madách. Il s’efforce également de traduire et faire connaitre en France des poètes hongrois qui n’ont reçu aucune publicité en Hongrie ; un exemple est le recueil de Sándor Weöres, Tűzkút, précédemment refusé par la maison d’édition budapestoise Szépirodalmi Kiadó mais qu’il fait paraitre à Paris aux éditions Magyar Műhely en 1964. Grâce à Gara, les œuvres de Lajos Kassák, qui avaient été passées sous silence en Hongrie pendant de nombreuses années, paraissent à Paris et à Bruxelles. Kassák s’était beaucoup réjoui de ce que Gara avait inclus dans l’anthologie, avec plusieurs autres, son poème sur Honegger. La Revue Socialiste ne se contente pas de publier une étude sur Kassák à l’occasion de son soixante-quinzième anniversaire, mais inclut également des poèmes dans la traduction de Jean Rousselot et Roger Richard. L’envoi anonyme, par Gara, de peintures à Lajos Kassák en décembre 1959, représente un autre élément intéressant des relations entre Gara et Kassák.

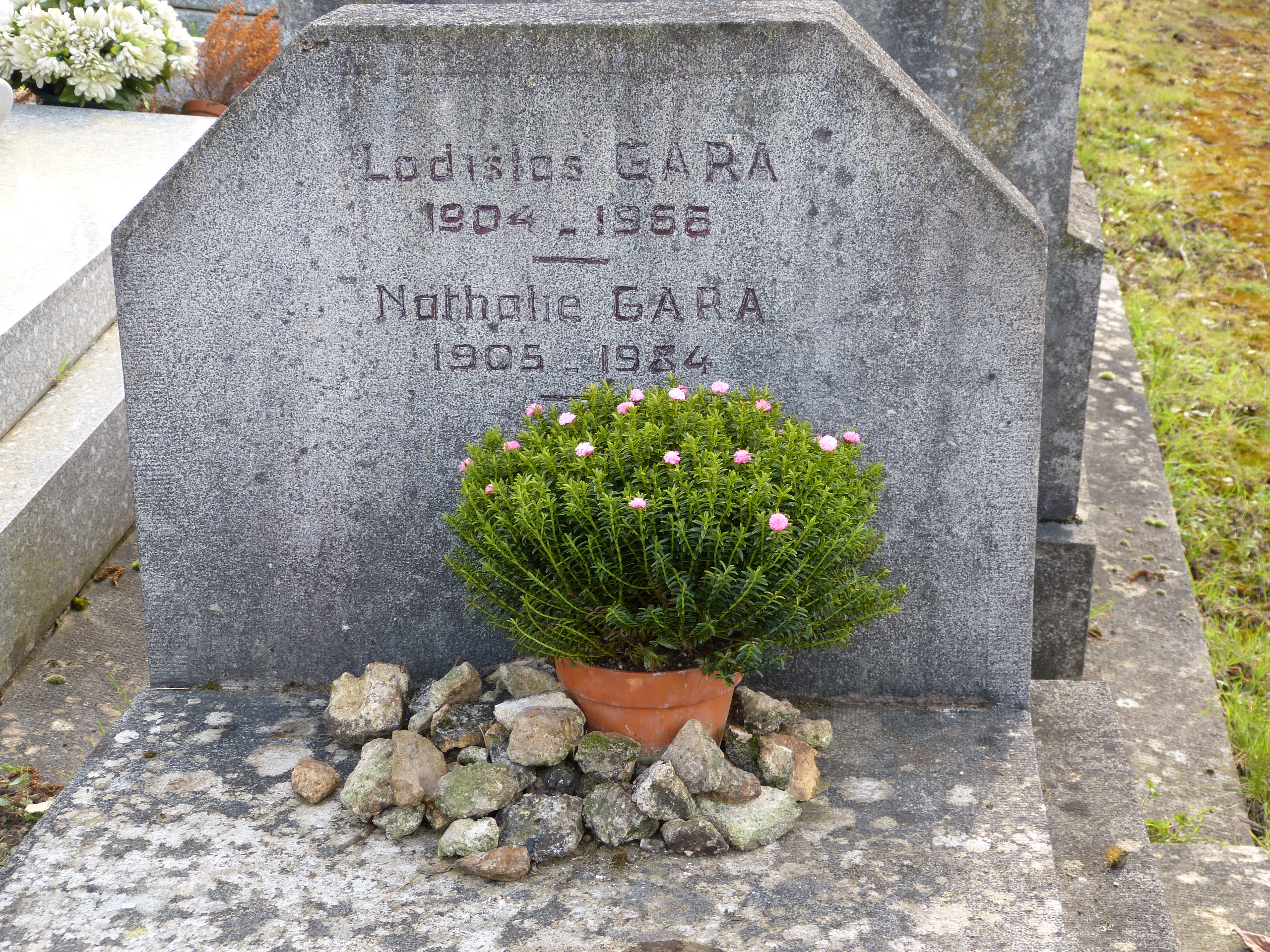
Le tombeau de Ladislas et Nathalie Gara, Bagneux.

La dépression de Gara, qui s’aggrave au fil des années, résulte de plusieurs facteurs : sa situation existentielle d’émigré, ses problèmes personnels, ses conflits permanents avec les instances officielles des études littéraires en Hongrie, avec Tibor Déry ainsi qu’avec les poètes français ayant travaillé pour lui. Il se suicide le 9 mai 1966 à Paris. Il est enterré dans le carré juif du cimetière de Bagneux, près de Paris. De nombreux amis français (Jean Follain, André Frénaud, Paul Chaulot, Georges-Emmanuel Clancier, Alain Bosquet, Jean Rousselot, Pierre Emmanuel, Eugène Guillevic) et hongrois (Miklós Hubay, Endre Enczi, Tibor Méray, Gyula Sipos, Endre Karátson, Péter Kende, János Heller, Pál Auer, Dezső Albrecht, Ede Bene, László Cselényi, György Kassai, Gyula Háy) étaient présents à l’enterrement.

## Influence et postérité
La politique littéraire officielle en Hongrie a rapidement ressenti l’absence de l’activité de Gara. Dix ans après son décès, l’historien de la littérature et directeur de l’Institut d’histoire littéraire de l’Académie hongroise des sciences István Sőtér, fait l’éloge de sa « grande anthologie ». Les hommages au travail de Gara ont été nombreux au cours des deux dernières décennies. La principale leçon qui émerge de ces hommages est que personne n’a su mieux faire que l’anthologie malgré les nombreuses critiques qui lui ont été adressées. Plusieurs poètes hongrois ont pu s’intégrer dans le réseau français de connaissances établi par Gara, et les poètes français et hongrois ont appris à mieux se connaitre grâce aux traductions réciproques de leurs œuvres. Le travail d’organisation et de gestion passionné et intransigeant de Gara a permis de développer des relations bilatérales florissantes, qui se sont souvent transformées en amitiés personnelles à la suite de projets de traduction spécifiques. Ces amitiés ont perduré bien au-delà de la vie de Gara, et ont défini les relations littéraires franco-hongroises pour les décennies suivantes.
L’anthologie fait même l’envie de poètes d’autres nations, qui se l’envoient comme un exemple à suivre. S’appuyant sur le succès de la collection des poètes hongrois, l’éditeur français prévoit d’autres recueils en traduction, et le poète polonais Konstanty (Kot) Jeleński, qui vit à Paris, se tourne vers Czesław Miłosz, qui enseigne alors à Berkeley, pour lui demander de compiler une collection de poèmes polonais similaire à l’anthologie hongroise. L’idée plait à Miłosz, et l’Anthologie de la poésie polonaise, qui suit l’exemple de l’anthologie hongroise, parait aux éditions du Seuil à Paris en 1965.

## Œuvres

### Traductions (sélection)
- Anthologie des conteurs hongrois d'aujourd'hui, établie et traduite par Ladislas Gara, Marcel Largeaud, notes bio-biblogr. par Béla Pogány, Paris : Rieder, 1927.
- Zsigmond Móricz, Derrière le dos de Dieu, trad. par Ladislas Gara, Marcel Largeaud, Paris : Rieder, 1930.
- Frédéric Karinthy, Voyge à Capillarie, trad. par Ladislas Gara et Marcel Largeaud, Paris : Rieder, 1931.
- Alexandre Márai, Les révoltés : roman, trad. par Ladislas Gara, Marcel Largeaud, Paris : Les Revues, 1931.
- Kálmán Kittenberger, Chasse et capture du gros gibier dans l'Est Africain, trad. par L. Gara, Paris : Plon, 1933.
- François Molnár, Les gars de la rue Paul, trad.: André Adorján, Ladislaus Gara, Paris : Stock, 1937.
- Aladár Kuncz, Le monastère noir, trad. par L. Gara, M. Piermont ; préf. de Jacques de Lacretelle, Paris : Gallimard, 1937.
- Ella Megyeri, À la découverte de Budapest, trad. par Ladislas Gara, Budapest : Dante, 1937.
- Sári de Megyery, C'est pour moi que je t'aime! : roman, adapté par André Lang, Ladislas Gara, Paris : Les Éditions de France, 1940.

### Roman
- Ladislas et Nathalie Gara, St. Boniface et ses Juifs, Paris : Bateau Ivre, 1946.